# تيماء (فلم)
تيماء فيلم قصير درامي تونسي يتعرّض لظاهرة التعذيب قبل الثورة التونسية, من سيناريو وإخراج المنجي الفرحاني ومن إنتاج شركة الحلم التونسي للإنتاج. الفيلم من بطولة مجموعة من الممثلين الشاب أبرزهم المنجي الورفلي ومنير الخزري ولزهر الفرحاني.

## بطولة
- المنجي الورفلي
- منير الخزري
- لزهر الفرحاني
- جلال عبيد
- رفيقة العزيزي
- أمل السعيدي
- تيماء الميساوي